# La Folie des grandeurs
La Folie des grandeurs (bra: Mania de Grandeza; prt: A Mania das Grandezas) é um filme ítalo-franco-teuto-espanhol de 1971, dos gêneros comédia e aventura, dirigido por Gérard Oury. O roteiro, de Gérard Oury, Danièle Thompson e  Marcel Jullian, baseia-se no romance Ruy Blas, de Victor Hugo. 

## Sinopse
Na Espanha do século XVII, um ministro maquiavélico e inescrupuloso e seu criado disputam a afeição de uma bela donzela.

## Elenco
- Louis de Funès ....... Don Salluste de Bazan
- Yves Montand ....... Blaze
- Alice Sapritch ....... Dona Juana
- Karin Schubert ....... Marie-Anne de Neubourg, rainha da Espanha
- Alberto de Mendoza ....... o rei da Espanha, Charles II
- Gabriele Tinti ....... Don Cesar
- Venantino Venantini ....... Del Basto
- Don Jaime de Mora y Aragón ....... Priego, um Grande da Espanha
- Antonio Pica ....... De los Montès, um Grande da Espanha
- Eduardo Fajardo ....... Cortega, um Grande da Espanha
- Joaquín Solís ....... Sandoval, um  Grande da Espanha
- Paul Préboist
- Frédéric Norbert
- Salvatore Borgese
- Léopoldo Triestre ....... Giuseppe